# Cyphoserica mukengeana
Cyphoserica mukengeana är en skalbaggsart som beskrevs av Brenske 1900. Cyphoserica mukengeana ingår i släktet Cyphoserica och familjen Melolonthidae. Inga underarter finns listade i Catalogue of Life.